# 比约恩·奥托
比约恩·奥托（德語：Björn Otto，1977年10月16日—），德国男子田径运动员，主攻撑竿跳高。他曾代表德国参加2012年夏季奥林匹克运动会田径比赛，获得男子撑竿跳高银牌。